# Сан-Висенте (Антьокия)
Сан-Висенте (исп. San Vicente) — город и муниципалитет на севере Колумбии, на территории департамента Антьокия. Входит в состав субрегиона Восточная Антьокия.

## История
Поселение из которого позднее вырос город было основано 3 октября  1759 года. Муниципалитет Сан-Висенте был выделен в отдельную административную единицу в 1814 году. Название города связано с именем католического святого, монаха-доминиканца Викентия Феррера.

## Географическое положение

Муниципалитет Сан-Висенте

Город расположен в восточной части департамента, в гористой местности Центральной Кордильеры, на расстоянии приблизительно 22 километров к востоку от Медельина, административного центра департамента. Абсолютная высота — 2000 метров над уровнем моря.

Муниципалитет Сан-Висенте граничит на севере с муниципалитетом Барбоса, на северо-востоке — с муниципалитетом Консепсьон, на востоке — с муниципалитетом Эль-Пеньоль, на юге — с муниципалитетами Маринилья и Рионегро, на западе — с муниципалитетом Гуарне, на северо-западе — с муниципалитетом Хирардота. Площадь муниципалитета составляет 243 км².

## Население
По данным Национального административного департамента статистики Колумбии, совокупная численность населения города и муниципалитета в 2012 году составляла 17 877 человек.
Динамика численности населения муниципалитета по годам:
| 2005   | 2006   | 2007   | 2008   | 2009   | 2010   | 2011   | 2012   |
| ------ | ------ | ------ | ------ | ------ | ------ | ------ | ------ |
| 19 438 | 19 233 | 19 009 | 18 776 | 18 552 | 18 330 | 18 110 | 17 877 |

Согласно данным переписи 2005 года мужчины составляли 50,9 % от населения Сан-Висенте, женщины — соответственно 49,1 %. В расовом отношении белые и метисы составляли 99,1 % от населения города; негры, мулаты и райсальцы — 0,9 %.
Уровень грамотности среди всего населения составлял 89,9 %.

## Экономика
Основу экономики Сан-Висенте составляет сельскохозяйственное производство.

47,4 % от общего числа городских и муниципальных предприятий составляют предприятия торговой сферы, 41,5 % — предприятия сферы обслуживания, 8,3 % — промышленные предприятия, 2,8 % — предприятия иных отраслей экономики.